# Mala época
Mala época és una pel·lícula dramàtica argentina del 1998. Produïda per Mario Santos, es una antologia dramàtica de quatre episodis escrits en col·laboració per Mariano de Rosa, Rodrigo Moreno, Salvador Roselli i Nicolás Saad. Cadascun va escriure i dirigir un episodi. Tots eren graduats de l'escola primària de cinema d'Argentina, la Universidad del Cine, que va ajudar a finançar la pel·lícula.
La pel·lícula ofereix una mirada poc afavoridora de la societat argentina que es prepara per entrar al segle XXI.

## Trama
La imatge té quatre vinyetes i totes tenen lloc a finals dels anys noranta a Buenos Aires durant les eleccions polítiques.
- La querencia: se centra en un noi pobre del país que troba l'èxit ràpid a la ciutat participant en una de les seves moltes operacions il·legals.
- Vida y obras: segueix una banda de paletes de Paraguai mentre intenten restablir un sentit d'orgull cultural i de comunitat després de conèixer una dona que un d'ells creu que és la Verge Maria.
- Está todo mal segueix un adolescent marginat i els seus esforços per mantenir un romanç amb una noia de classe alta de Buenos Aires.
- Camarades: el gravador de so d'una campanya política s'enamora de la xicota del candidat.

## Repartiment
- Carlos Garric com Carlos "Cacho" Celestini
- Pablo Vega com Oscar
- Daniel Valenzuela com Omar
- Nicolás Leivas com Santiago
- Diego Peretti com Antonio
- Virginia Innocenti com Carmen
- Florencia Bertotti com Connie
- Mariano Bertolini com Pablo
- Alberto Almada com Jaime
- Pablo Dirroco com Fabián
- Javier Faur com Juan
- Fernando Fraga com Diego
- Augusto Brítez com Smith
- Carlos Garric com Celestini
- Ricardo Jungmans com Polaco
- Oscar Núñez com Flaco
- Roly Serrano com Gutiérrez
- Héctor Anglada com Pibe
- Marita Ballesteros com Mare de Santiago
- Mabel Pessen com Veïna
- Oscar Alegre
- Carlos Roffé
- Ricardo Mollo
- Carlos Moreno
- Martín Adjemián
- Valeria Polnorof com Lucía
- Eduardo Salas com Dan
- Miguel Serebrenik com Javier
- Marina Weinstein com Florencia
- Luciano Muttinelli com Güerson

## Premis
Guanyador
- Festival Internacional de Cinema de Mar del Plata: Premi FIPRESCI, Millor pel·lícula llatinoamericana, per la seva concepció original que combina diversos aspectes de la vida contemporània expressant el punt de vista dels joves cineastes; Menció Especial; tots dos per a Mariano De Rosa, Rodrigo Moreno, Salvador Roselli i Nicolás Saad; 1998.[2]
- Festival de Cinema Llatinoamericà de Tolosa de Llenguadoc: Premi del Públic; Nicolás Saad, Mariano De Rosa, Salvador Roselli i Rodrigo Moreno; 1999.[3]

Nominacions
- Festival Internacional de Cinema Jove de Torí: Premi Ciutat de Torí, Millor Pel·lícula - Concurs Internacional de Llargmetratges, Nicolás Saad, Mariano De Rosa, Salvador Roselli i Rodrigo Moreno; 1998.
- Premis Cóndor de Plata: Millor Opera Prima, Mariano De Rosa, Rodrigo Moreno, Salvador Roselli i Nicolás Saad; Millor actor secundari, Carlos Roffé; 2000